# Avenue de l'Opale
Pour les articles homonymes, voir Rue de l'Opale.
L'avenue de l'Opale (en néerlandais : Opaallaan) est une avenue bruxelloise de la commune de Schaerbeek qui va de la rue Rasson au boulevard Auguste Reyers en passant par la rue Victor Hugo, la rue Léon Frédéric et l'avenue du Diamant.
C'est une parallèle à l'avenue Adolphe Lacomblé.
L'opale est un minéral composé de silice hydratée de formule SiO2, nH2O. L'opale présente diverses variétés, dont certaines sont utilisées en joaillerie et classées comme pierres semi-précieuses ; ces variétés se distinguent par leur origine, la couleur du fond ou sa nature.
D'autres rues du quartier portent le nom de pierres précieuses ou de pierres fines :
- avenue du Diamant
- avenue de l'Émeraude
- rue du Saphir
- avenue de la Topaze